# Дёлль, Иоганн Кристоф
Иоганн Кристоф Дёлль (нем. Johann Christoph Döll; 21 июля 1808, Мангейм — 10 марта 1885, Карлсруэ) — немецкий ботаник XIX века.

## Краткая биография
Изучал естествознание, философию и богословие в Гейдельбергском университете. По окончании курса (1831) работал домашним учителем, затем преподавал в гимназиях Мангейма. В 1843—1872 гг. главный библиотекарь придворной библиотеки Баденского герцогства.
Основные труды Дёлля — «Рейнская флора» (нем. Rheinische Flora; 1843) с каталогом растений, произрастающих по берегам Рейна от Боденского озера до Мозеля, затем трёхтомная «Флора Великого герцогства Баден» (нем. Flora des Großherzogthums Baden; 1857—1862) и наконец раздел о злаковых культурах в составленном Карлом Марциусом томе «Флора Бразилии» (лат. Flora Brasiliensis).

## Другие растения, описанные Дёллем
- Род трав Zizaniopsis Döll et Asch. (1871)[1][2][3] семейства Злаки, или Мятликовые (Poaceae).

## Научные работы
- Rheinische Flora, Франкфурт, 1843